# Щербаков, Александр Фёдорович (геолог)
Александр Фёдорович Щербаков (14 февраля 1932 — 28 сентября 2002, Иркутск) — российский геолог, лауреат Государственной премии СССР.

## Биография
Окончил Алапаевский горно-обогатительный техникум (1951), Высшие Инженерные курсы повышения квалификации ИТР в Москве (1957), в 1952—1954 учился заочно в Иркутском университете.
В 1951—1954 работал в Иркутской партии треста «Сибгеолнеруд» (техник-геолог, начальник поисково-разведочной партии). С 1957 старший геолог «Иркутскгеологии». С 1967 начальник Южносавинской поисковой партии.
Участвовал в разведке многих месторождений Восточной Сибири (Уватское, Касьяновское, Вознесенское, Заларинско-Хамгазатское, Иликсинское, Бирюсинское, и др.).
Открыл месторождения хромитовых и кобальтовых руд на Кубе, где 4 года работал главным геологом-консультантом в Министерстве геологии. После возвращения из загранкомандировки — начальник Керуленской монголо-советской экспедиции по изучению геологических систем Центральной Азии и старший преподаватель Иркутского политехнического института.
С 1997 г. главный геолог акционерного общества «МАГИР» (Магнезит Иркутский).
Заслуженный геолог Российской Федерации (1998). Первооткрыватель месторождения, кандидат геолого-минералогических наук.
Лауреат Государственной премии СССР 1967 года — за участие в открытии савинского месторождения магнезита. Награждён орденом Ленина, медалями «За заслуги в разведке недр», «50 лет Победы в Великой Отечественной войне».